# Левицкий, Олег Дмитриевич
Олег Дмитриевич Леви́цкий (6 [19] марта 1909, Санкт-Петербург — 24 января 1961, Москва) — советский учёный-геолог, Член-корреспондент АН СССР (1953)

## Биография
Родился 6 (19 марта) 1909 года в Санкт-Петербурге.
В 1930 году окончил ЛГИ.
С 1938 года работал в ИГН АН СССР, с 1956 года реорганизованный в Институт геологии рудных месторождений, петрографии, минералогии и геохимии АН СССР.
Основные исследования посвящены вольфрамовым и оловянным месторождениям Сибири и Дальнего Востока. Доктор геолого-минералогических наук (1946).
Трагически погиб 24 января 1961 года. Похоронен в Москве на Новодевичьем кладбище.

## Награды и премии
- орден Трудового Красного Знамени (27.03.1954)
- орден"Знак Почёта"
- медали[4]
- Сталинская премия первой степени (1946) — за открытие и исследование оловорудных месторождений на Востоке и Юго-Востоке СССР, имеющих большое народнохозяйственное значение

## Семья
Отец — Левицкий Дмитрий Гаврилович, горный инженер, основатель и руководитель первой в России горноспасательной станции. Мать — Левицкая (урожд. Детер) Люция Васильевна.
Жена — Радкевич Екатерина Александровна, доктор геолого-минералогических наук,
член-корреспондент АН СССР.
- сын Радкевич Радий Олегович, кандидат геолого-минералогических наук.
- сын Левицкий Дмитрий Олегович, профессор, доктор биологических наук, лауреат Государственной премии СССР.

Жена — Сахарова Марина Сергеевна, доктор геолого-минералогических наук, профессор. Ведущий научный сотрудник кафедры минералогии геологического факультета МГУ. Двоюродная сестра академика А. Д. Сахарова.